# Lissonota greeni
Lissonota greeni är en stekelart som beskrevs av Cameron 1905. Lissonota greeni ingår i släktet Lissonota och familjen brokparasitsteklar. Inga underarter finns listade i Catalogue of Life.